# Помбал (Алфандега-да-Фе)
Помбал (порт. Pombal; МФА: [põ.ˈbaɫ]) — парафія в Португалії, у муніципалітеті Алфандега-да-Фе. Розташована в північно-східній частині країни, на теренах історичної португальської провінції Трансмонтана. Входить до складу округу Браганса. За адміністративним поділом, чинним до 1976 року, терени парафії були складовою провінції Трансмонтана і Верхнє Дору. Належить до Брагансько-Мірандської діоцезії Католицької церкви. Патрон — святий Лаврентій. Площа — 8,4077 км². Населення — 123 ос. (2011). Слабо урбанізований регіон. Густота населення — 14,63 осіб/км²
. Код — 040109.

## Населення
| Кількість мешканців | Кількість мешканців | Кількість мешканців | Кількість мешканців | Кількість мешканців | Кількість мешканців | Кількість мешканців | Кількість мешканців | Кількість мешканців | Кількість мешканців | Кількість мешканців | Кількість мешканців | Кількість мешканців | Кількість мешканців | Кількість мешканців |
| ------------------- | ------------------- | ------------------- | ------------------- | ------------------- | ------------------- | ------------------- | ------------------- | ------------------- | ------------------- | ------------------- | ------------------- | ------------------- | ------------------- | ------------------- |
| 1864                | 1878                | 1890                | 1900                | 1911                | 1920                | 1930                | 1940                | 1950                | 1960                | 1970                | 1981                | 1991                | 2001                | 2011                |
| 205                 | 222                 | 192                 | 183                 | 172                 | 152                 | 179                 | 205                 | 214                 | 217                 | 200                 | 161                 | 136                 | 127                 | 123                 |